# Kanton Collinée
Der Kanton Collinée war bis 2015 ein französischer Wahlkreis im Arrondissement Dinan, im Département Côtes-d’Armor und in der Region Bretagne; sein Hauptort war Collinée.

## Gemeinden
| Gemeinde             | Bretonisch         | Einwohner (2022) | Fläche (km²) | Code postal | Code Insee |
| -------------------- | ------------------ | ---------------- | ------------ | ----------- | ---------- |
| Collinée             | Koedlinez          | 921              | 7.06         | 22330       | 22046      |
| Le Gouray            | Gorre              | 1263             | 30.50        | 22330       | 22066      |
| Langourla            | Langourlae         | 522              | 21.41        | 22330       | 22102      |
| Saint-Gilles-du-Mené | Sant-Jili-ar-Menez | 468              | 12.92        | 22330       | 22292      |
| Saint-Gouéno         | Sant Gouenoù       | 689              | 20.08        | 22330       | 22297      |
| Saint-Jacut-du-Mené  | Sant-Yagu-ar-Menez | 734              | 19.81        | 22330       | 22303      |
| Kanton               | Koedlinez          | 4.587            | 111.78       | -           | 2209       |

## Bevölkerungsentwicklung
| 1962 | 1968 | 1975 | 1982 | 1990 | 1999 | 2006 | 2012 |
| ---- | ---- | ---- | ---- | ---- | ---- | ---- | ---- |
| 4980 | 4769 | 4549 | 4327 | 4359 | 4315 | 4487 | 4587 |